# 空閑昇
空閑 昇（くが のぼる、1887年（明治20年）12月8日 - 1932年（昭和7年）3月28日）は、日本の陸軍軍人。最終階級は陸軍少佐。

## 人物
佐賀県佐賀市水ヶ江町出身。地裁監督書記・空閑正尚の長男として生れる。空閑家は龍造寺家の血を引き、代々鍋島藩の槍術師範を務めた家柄で、父・正尚は佐賀の乱に参戦した経歴がある。高等小学校、広島陸軍地方幼年学校、中央幼年学校を経て、1910年5月、陸軍士官学校（22期）を卒業。同年12月歩兵少尉に任官し歩兵第69連隊付となる。青島守備歩兵第3大隊付、歩兵第69連隊付などを経て、シベリア出兵に従軍。1925年5月、陸軍歩兵学校甲種を卒業。歩兵第7連隊中隊長、歩兵第35連隊付（射水中学校配属将校）などを歴任し、1928年3月、陸軍少佐に進級。1930年8月、第九師団隷下の歩兵第7連隊第2大隊長に就任。
1932年に第一次上海事変が勃発し、出征。第6旅団隷下に置かれた第7連隊は、2月19日からの第1次総攻撃において江湾鎮正面の敵を攻撃したが、戦況不利で立ち往生していた。20日夕方、旅団長より第7連隊主力が南側から前進する間に北側から背後に回り夜襲をかけ挟撃を命じられる。2個小隊を残し4個小隊と機関銃1個小隊の計200名で出発。身軽にするため弾薬は少量で、糧食も「敵のものを鹵獲すればよい」として持参していなかった。夜9時半ごろ西北方に到達するも、待ち構えていた中国軍より三方から十字砲火を浴び、大隊は多大な損害を受けた。空閑は月明りを頼りに書き記した現況報告を伝令に持たせ旅団本部に届けるも、援軍も動きが取れず、孤立した大隊は空閑率いる30数名の南側の壕と第6、第7中隊150名の北側の壕とに分断された。北側で指揮していた尾山豊一大尉（第7中隊長）は雨と飢えと寒さで高熱に襲われ、「大隊長戦死」との伝令が来たという幻覚を見たとされ、21日午後10時、残兵を指揮して撤退した。退却に反対する部下を押し切って撤退したとも、部下にせがまれて従ったとも言われる。
取り残された空閑は22日朝、弾丸が右肩から左腹に抜ける重傷を負い人事不省に陥った。鈴木中尉が代わって指揮を執るも、突撃を受けて戦死、大隊の損害はますます甚大となり、13名のみとなってしまった。日没に差し掛かるころ、松本予備少尉が撤退を具申すると、空閑は「退却はいかん…」とつぶやき、その後呼びかけても応答がなかった。午後8時半、残存部隊は松本予備少尉に率いられ撤退、仮死状態に陥っていた空閑は戦死と誤認され、松浦曹長によって遺品として軍刀とピストルが抜き取られ、浅く土をかけて埋められた。12名は負傷者を助けながら午前5時、連隊本部に辿り着いた。25日夜、第2大隊生還者の選抜兵10数名で捜索隊が組まれ、松浦曹長の案内のもと遺体の回収に向かうも、空閑を発見することは出来なかった。この日、捕虜にしたという記事が中国側の新聞で大々的に報じられていた。連隊長の林大八大佐は「死んでいてくれればいいが、万一にも…」と呟いたとされる。
空閑は23日朝国民革命軍により収容されており、真茹の19路軍司令部野戦病院にて司令部附の情報軍官・甘海瀾少校と李少尉の看病を受ける（甘は大正14年から2年間陸士で、昭和5年から1年砲兵学校へ留学経験がある。なお陸軍士官学校区隊長時代の空閑に教育指導を受けたと報道されたが、実際は初対面であった）。空閑は捕虜となったことを恥じ自決を考えていたが、甘少校は生きて再起するよう説得する。南京を経て、3月16日の日中捕虜交換によって同じく捕虜となった西尾甚六少尉（歩兵第19連隊小隊長）とともに身柄を日本総領事館附の大橋熊雄大尉に引き渡され、上海兵站病院に移された。
しかし、戻った空閑に対する世間の風当たりは強かった。軍当局は空閑の生還を秘して司令部の一室に収容、軍法会議を開いたが有罪となるものは何も出ず、無罪となった。中には、満州で余生を送らせようとした植田師団長のように配慮を示した者もおり、空閑本人も3月21日、次の戦争には一兵卒として従軍させてほしいとの願書を師団参謀長の谷実夫宛に出している。しかし空閑の生還は歩兵7連隊の名誉にかかわる深刻な問題であり、同日、尾山大尉が自殺未遂をはかったほか、当時参謀本部庶務課の牟田口廉也中佐ら22期同期生会が「潔く自決せよ」との電報を打っている。また、連隊拠点の金沢では情報統制があったにもかかわらず早くも一般人の間にもうわさが流れ込み、夫人が留守を守る川岸町の自宅に怒鳴り込んだり、投石を行ったりする者もいた。空閑は訪れた辻政信大尉（第1大隊中隊長）に「同期生の誰れ彼から自殺をせよと進めてくるが、死を恐れる僕と思っているのだろうか。部隊の戦闘詳報と功績調査を終るまでは、どんなに苦しくても死ねないよ。死に勝る苦痛を偲んでいる僕の心も分らず、色々罵倒しているんだね」と心中を吐露している。
部下らの戦没五七日忌にあたる3月28日、師団が提供した自動車で自らの部隊が奮戦した地点へ戻り、林連隊長の戦死跡を弔った後付き添いの兵を退け、ほど近い野原で拳銃により自決した。歩兵第3連隊ではとある中隊長が「捕虜になりながら自ら死にきれず、忠告を受けてやっと死んだが、それも切腹ではなく拳銃自殺とは、武士にあるまじき卑怯者」と罵倒した。折しも爆弾三勇士ブームが下火になりつつあったところで、その死は4月2日附東京日日新聞号外を皮切りに美談としてもてはやされ、映画や小説等が作られた。陸軍には国民から戦死者として優遇せよという陳情が殺到し、困惑した軍当局は公務死として勲四等へ昇叙、その後1934年4月に靖国神社に合祀された。
なお、ともに捕虜となっていた西尾少尉は12月に自宅で自決し、「第二の空閑少佐」と美談になった。
日露戦争でも村上正路大佐をはじめ捕虜となった者はいたものの、処罰される事はなく、金鵄勲章を授与する事さえあった。しかし彼らは民間人から白眼視される傾向にあり、軍部も空閑の一件での世論の動向に注視していたが、捕虜を否認する民衆の観念が職業将校団と同じほど強烈であることを認識し、これ以降、日本軍で捕虜になることをタブーとすることが次第に習慣化していったようである。また、兵士らも美談としてもてはやされることの裏として捕虜になれば自決させられると感じるようになっていったようである。

## 栄典
- 1911年（明治44年）3月10日 - 正八位[14]

## 家族親族
- 弟 小川義孝（陸軍少佐）
- 従弟 晴気慶胤（陸軍大佐）
- 娘壻 花山院親忠
- 外孫 花山院弘匡

## 関連事項
- 映画「空閑少佐」　新興キネマ（1932年3月10日公開）
- 映画「散り行く大和櫻 空閑少佐」　赤沢映画（1932年4月7日公開）
- 映画「大和魂空閑少佐」　河合映画製作社（1932年4月8日公開）